# Bōei Ika Daigakkō

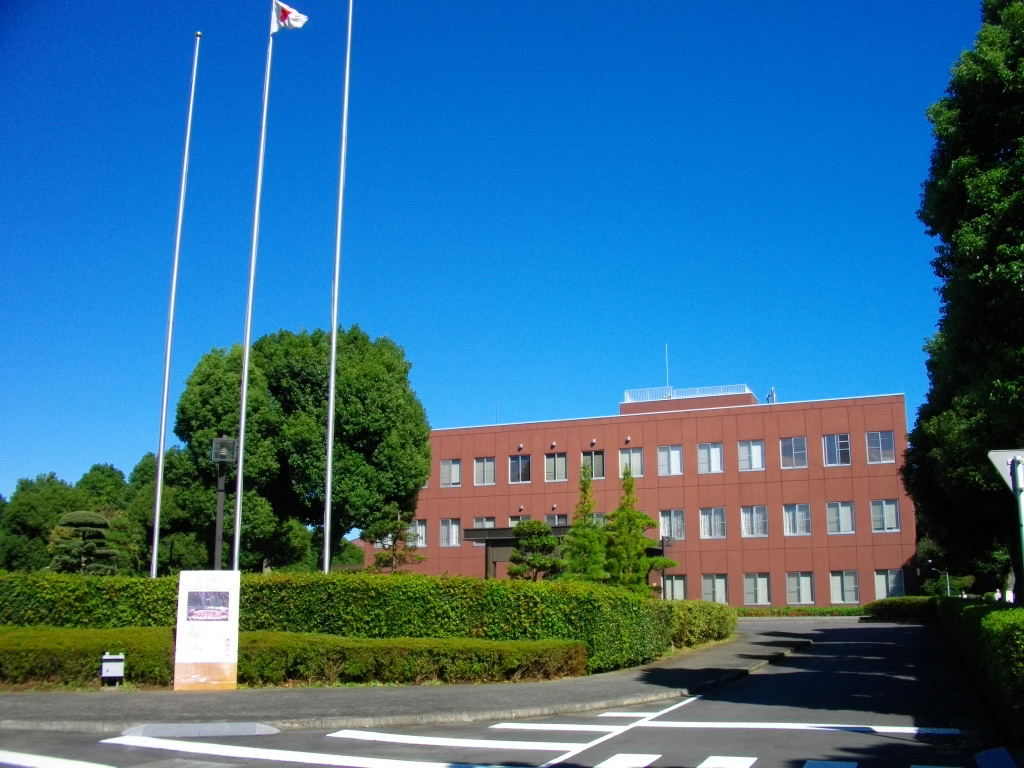
Hochschule (2009)

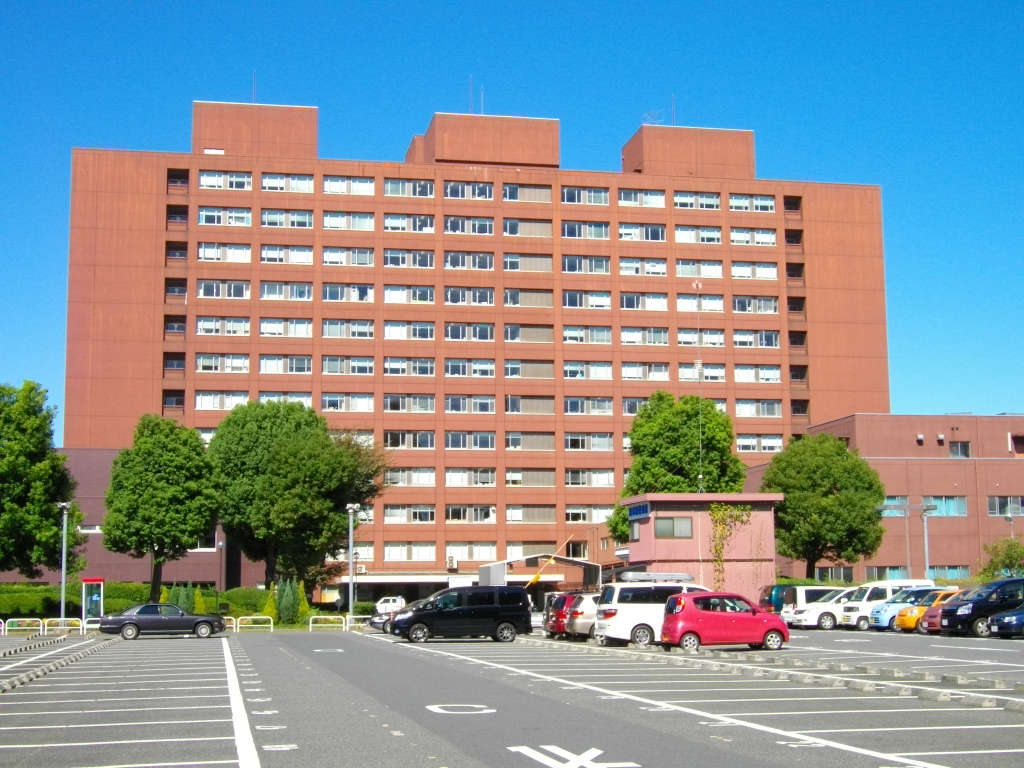
Hochschulkrankenhaus (2009)

Die Bōei Ika Daigakkō (jap. 防衛医科大学校, dt. „Medizinische Hochschule für Verteidigung“; engl. National Defense Medical College, kurz: Bōei Idai oder NDMC) ist eine staatliche Hochschule in Tokorozawa in der Präfektur Saitama (Japan).
Die Hochschule ist die Ausbildungsanstalt der Ärzte, Gesundheits- und Krankenpfleger von den japanischen Selbstverteidigungsstreitkräften, und sie ist nicht nach dem japanischen Schul- und Erziehungsgesetz (jap. 学校教育法 Gakkō kyōiku hō) eingerichtet (Also heißt sie nicht „Daigaku“, sondern „Daigakkō“). Nur Männer oder Frauen mit japanischer Nationalität im Alter 18–20 können sich für die Hochschule bewerben. Die Studierende sind als staatliche Beamte behandelt. Der Bachelorabschluss oder das Doktorat ist vergeben, nicht von der Hochschule selbst, sondern vom NIAD-QE (大学改革支援・学位授与機構).
Die Hochschule wurde 1973 gegründet. Bis 1984 war sie eine Männerschule. 1987 richtete sie die Graduiertenschule (Doktorkurs) ein. 2014 fügte sie die Abteilung für Pflegewissenschaft hinzu.

## Fakultäten
- Fakultät für Medizin (医学教育部)
  - Abteilung für Medizin (6-jährig)
  - Abteilung für Pflegewissenschaft (4-jährig)